# Kamenica (gmina Teslić)
Kamenica (cyr. Каменица) – wieś w Bośni i Hercegowinie, w Republice Serbskiej, w gminie Teslić. W 2013 roku liczyła 1300 mieszkańców.